# Umbrello
Umbrello — среда UML-моделирования. Это приложение является свободным программным обеспечением, предназначенным для построения UML диаграмм на платформе Unix. Является CASE инструментом. Umbrello входит в пакет kdesdk оконного менеджера KDE, но также хорошо работает и с другими оконными менеджерами. Пользовательский интерфейс программы прост и функционален.
Umbrello поддерживает все стандартные типы UML-диаграмм. Также поддерживается импорт из C++, IDL, Pascal/Delphi, Ada, Python, Java, Perl (с помощью внешнего инструмента, доступного на uml.sourceforge.net) и экспорт диаграмм в различные языки программирования. Формат файла, используемый при хранении диаграмм, основан на XMI.
Umbrello позволяет хранить данные модели в форматах DocBook и XHTML. Это было сделано с целью поддержки модели совместной разработки, когда не все разработчики имеют доступ к Umbrello. Эта возможность также незаменима при необходимости размещения контента модели на web-сайте.

## Поддерживаемые языки программирования (экспорт)
| Языки программирования |
| ---------------------- |
| ActionScript           |
| Ada                    |
| C# (C Sharp)           |
| C++                    |
| D                      |
| IDL                    |
| Java                   |
| JavaScript             |
| Pascal                 |
| Perl                   |
| PHP                    |
| Python                 |
| Ruby                   |
| SQL                    |
| Tcl                    |
| XML Schema             |